# Maître de la Légende de sainte Ursule de Cologne
Ne doit pas être confondu avec Maître de la Légende de sainte Ursule de Bruges.
Le Maître de la Légende de sainte Ursule, aussi appelé Maître du Cycle de sainte Ursule, est un peintre anonyme gothique tardif qui a travaillé à Cologne ; il est actif entre 1489/90 et 1510/15. On le compte parmi les représentants de l'école de Cologne. Le maître doit son nom de convention à l'une de ses œuvres les plus imposantes, une narration de la légende de sainte Ursule en dix-neuf grands panneaux.

## Éléments biographiques

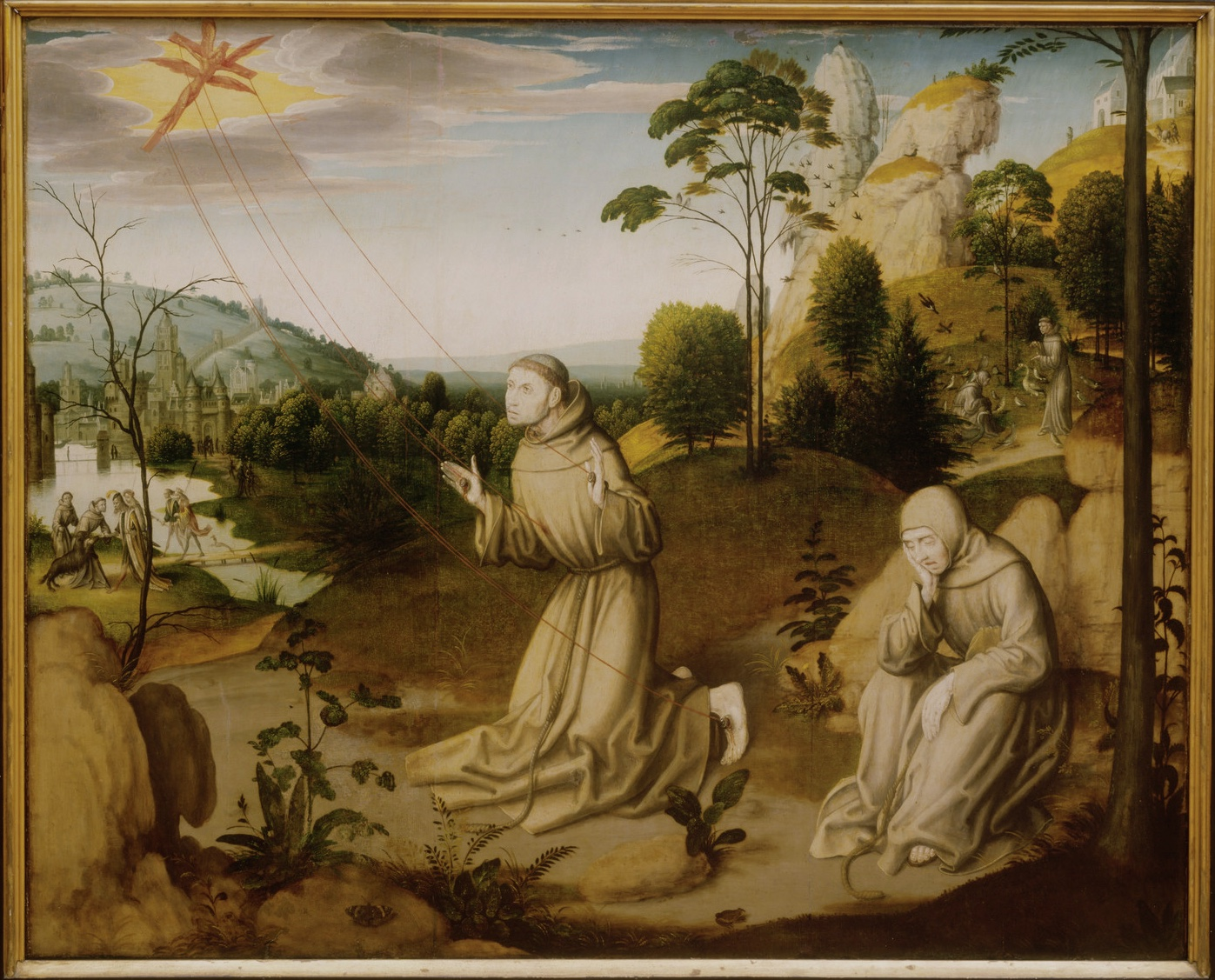
Retable de saint François - panneau central, vers 1505.

Le Maître de la Légende de sainte Ursule (actif 1489/90-1510/15) est placé par Nicole Reynaud avec le Maître de Saint-Séverin (actif 1480-1520) parmi les peintres annonçant la Renaissance. La relation entre les deux peintres a été discutée, notamment pour savoir qui des deux aurait été influencé par l'autre. Si le Maître de Saint-Séverin est plus enraciné dans la tradition, le Maître de la Légende de sainte Ursule est plus ouvert aux innovations modernes. Mais il est parfois presque impossible, devant une œuvre particulière, de faire la différence entre les auteurs. Ainsi, le retable de saint François est attribué aux deux, le Maître de Saint-Séverin aurait plutôt peint le volets et le Maître de la Légende de sainte Ursule le panneau central.
Le Maître de la Légende de sainte Ursule a été entouré de nombreux élèves pour l’aider dans la réalisation des grands cycles. Il semble que l'atelier se soit fait une spécialité de ces cycles. Certains de ses élèves ont propagé son style dans des œuvres plus petites.

## Éléments de style
Le Maître est probablement d'origine et de formation néerlandaise, et son style montre des influences de Hans Memling, Geertgen tot Sint Jans et Hugo van der Goes. Malgré la thématique commune, il est étranger à Vittore Carpaccio.
Il importe, dans la peinture traditionnelle colonaise, des aspects qui s'apparentent à une peinture plus moderne : le traitement de l'espace en profondeur, une mise en page avec d'impressionnantes figures au premier plan, ouvert sur un espace débouchant sur une ouverture vers une allée ou un paysage, un rendu d'atmosphère par une peinture comme esquissée, légère et à peine couvrante qui, sur les toiles de lin notamment, provoque des textures lumineuses. Ce rendu est loin de la matière dense de ses prédécesseurs.

## Le cycle de la Légende de sainte Ursule

### Contexte
Les dernières années du XVe siècle voient apparaître un genre particulier de peintures à Cologne, celui des grands cycles qui racontent la vie d'un saint. Ils sont peints sur toile et servent à décorer les murs de cloîtres et d'églises. On possède des cycles des saintes Cordule et Ursule, des saints Bruno, Laurent, Séverin, Géréon. Les scènes sont inscrites dans une architecture en trompe-l'œil et souvent accompagnées d'explications contenues dans des cartouches en bas des tableaux, avec les effigies des donateurs et leurs blasons. Ces cycles sont des commandes de grandes familles de bourgeois ou de réunions de chanoines. Le premier de ces cycles, celui de saint Bruno, est en revanche peint aux frais des souverains d'Europe, à l'occasion du couronnement de Maximilien, fils de Frédéric III en roi des Romains. Témoignage du prestige de la chartreuse de Cologne, de l'importance de la ville, et modèle qui a suscité des imitations.
Cologne est alors le centre l'adoration de sainte Ursule et de ses compagnes au Moyen Âge. Le cycle de sainte Ursule de Cologne n'est qu'une des narrations de la légende ; d'autres sont la châsse de sainte Ursule de Memling et le cycle peint par le Maître brugeois de la Légende de saint Ursule. D'autres cycles se trouvent en Italie comme le cycle de Tommaso da Modena, ou le cycle de Vittore Carpaccio.

### Le cycle

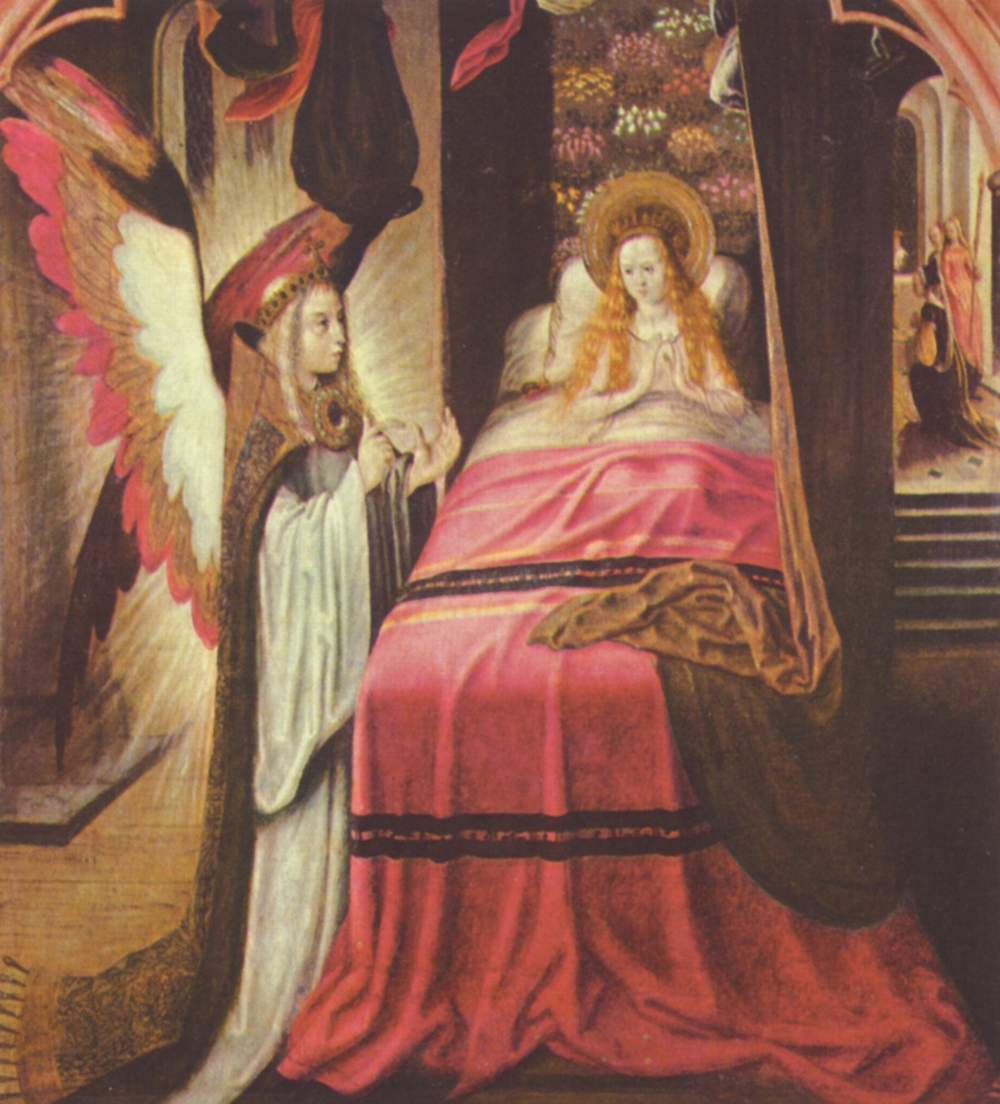
Panneau 9 : L'ange annonce à Ursule son martyre.

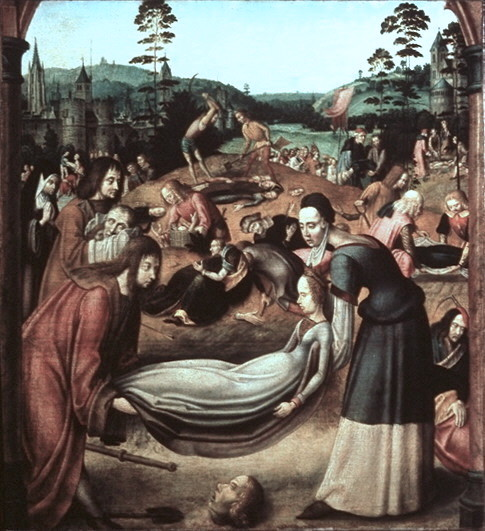
Panneau 18 : Enterrement des compagnes.

Le cycle était probablement destiné à l'église Sainte-Brigide. Il a été peint entre 1493 et 1496, comme donation commune de plusieurs patriciens colonais,. L’emplacement initial du cycle n’est pas entièrement certain puisqu'il ne figure pas dans les registres de l'église. Pour l’église Sainte-Brigide parle le fait que certains donateurs étaient rattachés à cette église qui était le siège de la guilde des pêcheurs. Sainte-Brigide a été vendue en 1803 puis a été démolie. C’est au plus tard à ce moment que le cycle a été enlevé et réparti sur d’autres emplacements. La plupart des toiles ont été vendues durant le XIXe siècle, en plusieurs lots.
Les tableaux ont en général été retaillés, et la partie inférieure, contenant la légende, les effigies et les noms des donateurs ont été supprimés, sauf pour les tableaux de Bonn et de Londres. Les effigies de la grosse bourgeoisie commerçante de Cologne représentées permettent de dater le cycle des dernières années du XVe siècle. Cette entreprise considérable témoigne de l'importance du mécénat des grands marchands colonais, associés dans une commande commune. Il fait référence, dans sa forme et sa structure, au cycle de la légende de saint Bruno, offert quelques années auparavant, en 1486, par l’empereur Frédéric III et onze autres seigneurs européens, parmi lesquels deux archevêques, à l’occasion du couronnement royal de Maximilien Ier, fils de l’empereur .

### Les peintures
Le cycle de l'histoire de sainte Ursule est une série composée à l’origine d'au moins dix-neuf peintures sur toile. Elles sont dispersées entre divers musées : Cinq panneaux sont au Wallraf-Richartz Museum, Cologne, (nos  4, 9, 13, 18 et 19, mais le dernier a été détruit pendant la seconde guerre mondiale) et deux (nos  5 et 6) au Musée du Louvre (RF 968 et 969), deux autres (nos  3 et 14) au Germanisches Nationalmuseum de Nuremberg, et quatre (nos  7, 8, 11 et 12) au Rheinisches Landesmuseum Bonn. Elles sont toutes grandes : les plus grandes de 187 × 121 cm environ, beaucoup ont été raccourcies sur les côtés, le cadre et l'inscription supprimées ; ainsi les panneaux du Louvre (nos  5 et 6) ne mesurent que 128 × 117 cm. Les thèmes des panneaux connus sont : 
1. Les parents de sainte Ursule prient pour avoir un enfant, Alte Pinakothek, Munich, Inv. No 10829
2. Naissance de sainte Ursule (Rheinisches Landesmuseum Bonn, prêt de la coll. von Stedman, Metternich)
3. Baptême de sainte Ursule (Germanisches Nationalmuseum, Nuremberg, Gm 38[11])
4. Saint Ursule vouée au service de Dieu (Wallraf-Richartz-Museum, Cologne WRM 196)
5. Le roi païen envoie ses ambassadeurs demander la main de saint Ursule (Louvre, RF 969)
6. Saint Ursule annonce son projet de pèlerinage à Rome (Louvre, RF 968)
7. Les ambassadeurs païens prennent congé (Rheinisches Landesmuseum Bonn, GK 137)
8. Retour des ambassadeurs païens (Rheinisches Landesmuseum Bonn, GK 138)
9. L'ange apparaît à saint Ursule et lui annonce son martyre (Wallraf-Richartz-Museum WRM 197)
10. Sainte Ursule informe ses compagnes de sa vision (Cologne, musée Kolumba, M 1003)
11. Arrivée de saint Ursule à Bâle (Rheinisches Landesmuseum Bonn GK 130)
12. Arrivée de saint Ursule à Rome (Rheinisches Landesmuseum Bonn GK 140)
13. Le pape Cyriaque remet sa tiare à son successeur (Wallraf-Richartz-Museum, Cologne WRM 865)
14. Départ de Rome (Germanisches Nationalmuseum, Nuremberg, Gm 39[12])
15. Retour à Bâle (autrefois Kulturhistorisches Museum de Magdebourg, détruit en janvier 1945)
16. Martyre de saint Ursule et des onze mille vierges à Cologne (panneau double, Londres, Victoria and Albert Museum)

Trois scènes ont été ajoutées par d'autres mains de l'atelier du Maître
1. La défaite des Huns (ancienne collection Otto Strauss, disparu depuis 1934)
2. Enterrement des martyres (Wallraf-Richartz-Museum, Cologne WRM 849)
3. Découverte et translation du corps de sainte Ursule par saint Cunibert (autrefois Wallraf-Richartz-Museum, Cologne WRM 198, détruit par une attaque aérienne en 1943).

### Panneaux doubles

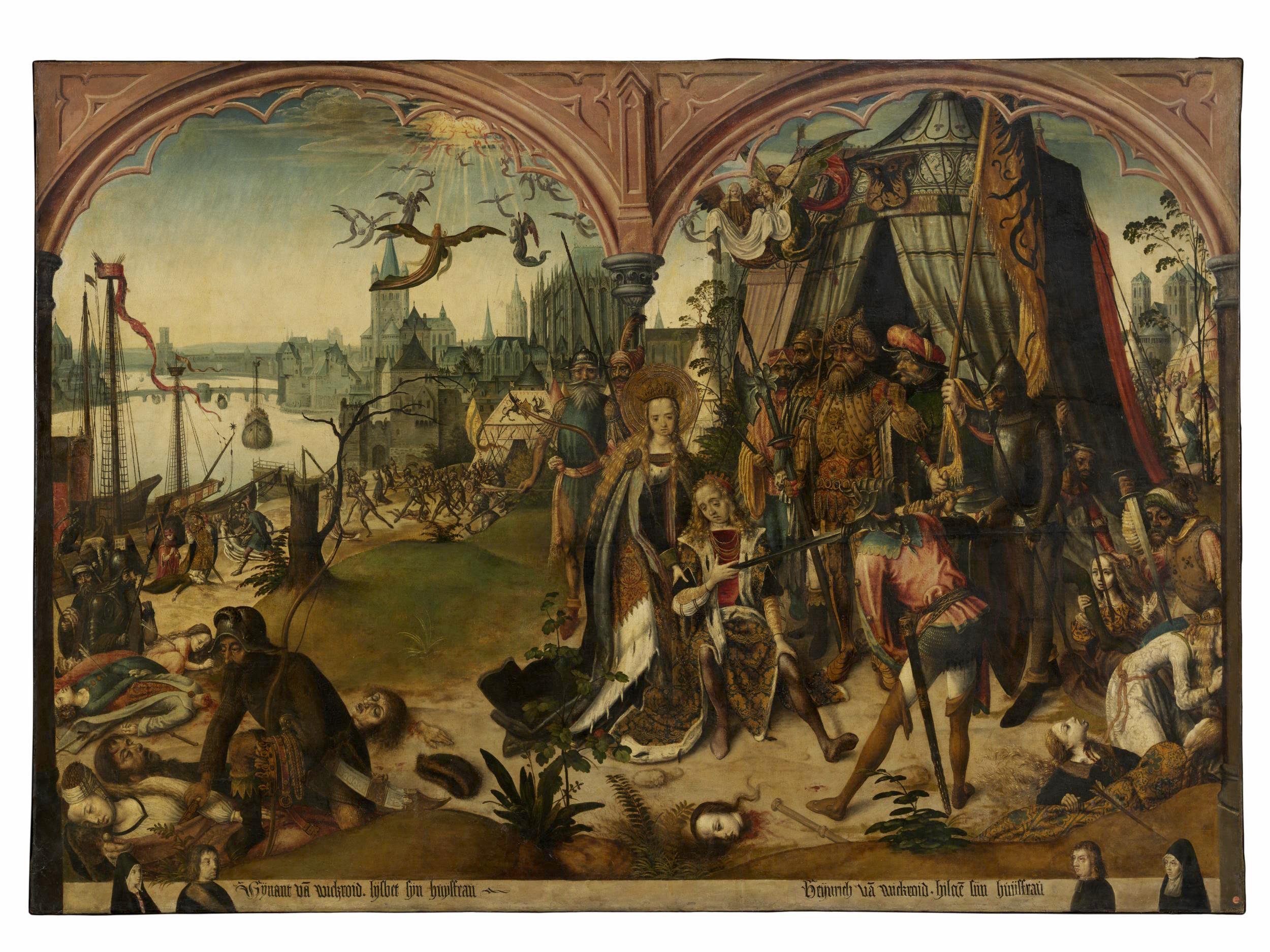
Panneau 16 : Martyre du fiancé et des compagnes

Katja von Baum pense que le cycle devait comporter à l’origine au moins 11 tableaux, chacun étant formé de deux scènes. Seul le tableau double du martyre au Victoria and Albert Museum de Londres serait un tableau entier, les autres seraient découpés le long du pilier central servant à la séparation des scènes représentées.
Dans ce regroupement, les tableaux vont par paires correspondant à des numéro consécutifs, sauf pour deux panneaux : le retour à Bâle (no 15 détruit) devait être associé à une rencontre entre Ursule et son fiancé, et la translation de sainte Ursule (no 19 détruit) devait être précédé d’une autre scène.
Chaque panneau est ainsi composé de deux scènes entourées d’un ensemble architectural peint. Ce cadre comporte des colonnes sur les côtés et au milieu. Les socles délimitent des rouleaux de parchemin peints avec la description de la scène en latin, et sur les deux côtés l’effigie des donateurs avec leur blason; leur nom est inscrit sur le bord inférieur du cadre également. Aucun des tableaux est intégralement conservé dans sa forme originale. Seuls les panneaux de Bonn ont conservé leur inscription, d’autres ont perdu jusqu’à l’encadrement architectural. Initialement, chaque panneau double devait mesurer environ 187,5 × 250 cm. Certaines scènes importantes de la légende de sainte Ursule qui figurent dans d’autres cycles sont ici absentes, soit parce que des panneaux ont disparu, soit parce que le nombre de panneaux devait s’accorder à celui du cycle de saint Bruno. Il est par exemple remarquable qu’un panneau double montre le martyre du fiancé et des compagnons, mais qu'aucun ne montre le martyre d’Ursule elle-même.

## Autres cycles

### Cycle de saint Séverin

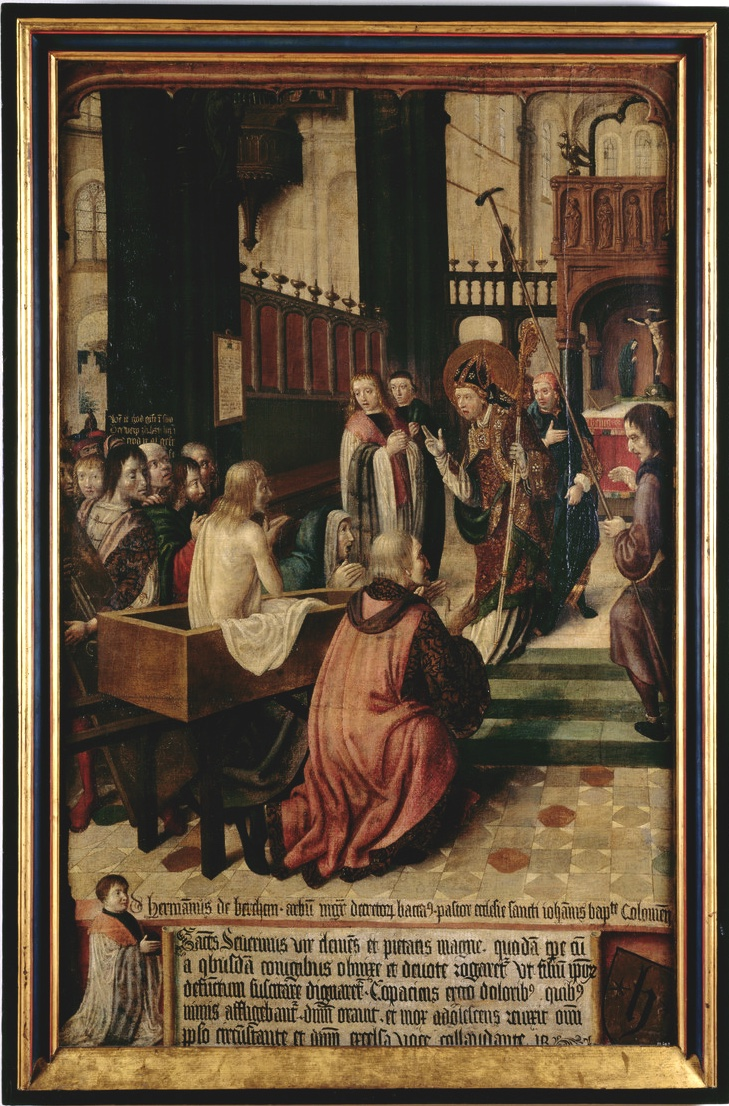
10. Résurrection d'un mort.

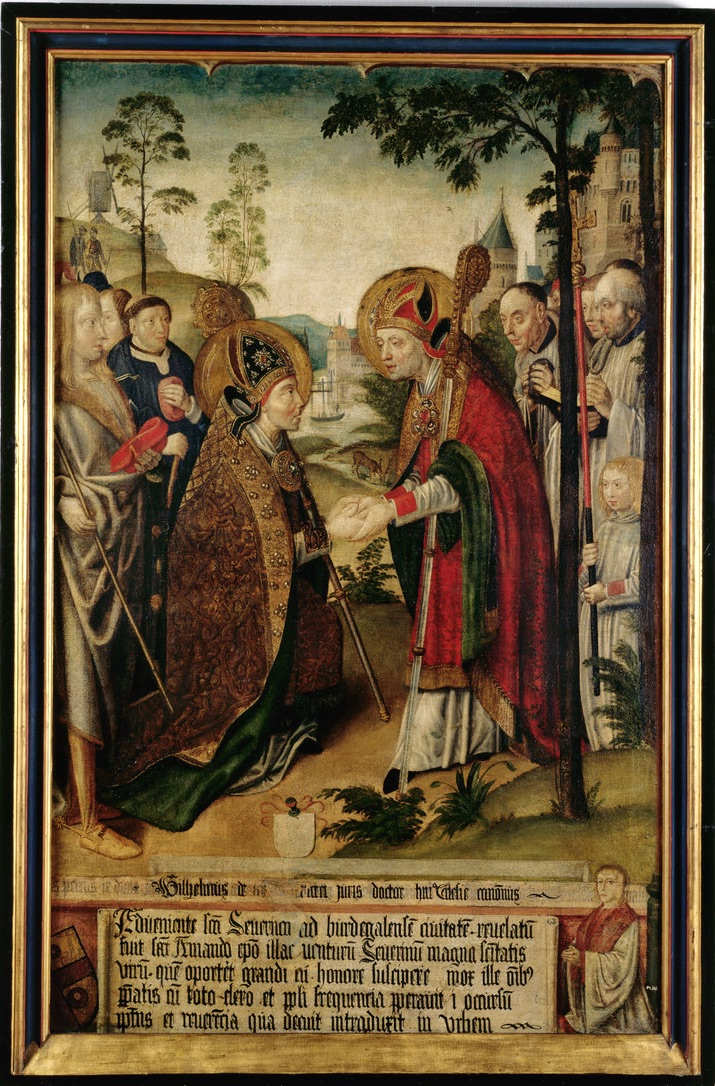
11. Arrivée à Bordeaux

Le cycle de saint Séverin est attribué au Maître de la Légende de sainte Ursule. Il est daté de 1499-1501.
Le cycle complet devait contenir plus que les vingt panneaux conservés qui décrivent en détail la légende de saint Séverin. Les panneaux sont peints sur toile, leur dimension est de 160 × 103,5 cm. Ils se trouvent dans l’église collégiale Saint-Séverin de Cologne. 
C'est, parmi les cycles de peintures de cette époque, l'un des plus complets et des mieux conservés. Il suit le modèle du cycle de saint Bruno dans sa forme et sa disposition. À nouveau, les panneaux doivent être vus par paires,. Une des indications pour cet appareillement est la position des donateurs, parfois à gauche, parfois à droite.
Les thèmes des panneaux sont :
1. Destitution de l’évêque Euphrate
2. Ordination épiscopale de saint Séverin
3. Sermon et conversion du peuple
4. Mort de saint Martin
5. Saint Séverin entend des chants célestes
6. Mariage d’un jeune homme qui devient ermite
7. L’ermite vient à un repas en l’honneur de l’évêque
8. Guérisons miraculeuses par saint Séverin
9. Un ange enjoint au saint de rendre visite à sa ville natale
10. Résurrection d’un mort (WRM 742)
11. Arrivée à Bordeaux (WRM 743)
12. Mort de saint Séverin
13. Miracle à l’enterrement
14. Les reliques du saint sauvent Bordeaux devant le Goths
15. Prière de l’évêque de
16. Un ange donne l’ordre de chercher les reliques
17. Les Colonais supplient qu’on leur donne les reliques
18. L’écrin à reliques est remis aux Colonais
19. Arrivée à Cologne
20. Vénération des reliques à Cologne

Chaque panneau contient une scène qui est inscrite dans un cadre légèrement architecturé. Le bas du tableau contient une ligne de titre, et en dessous une cartouche avec un texte en latin. Sur les côtés, un personnage et en face, un blason. Les scènes sont disposées dans des espaces séparés en zones claires et sombres, des paysages profonds, aux couleurs délicates. 

### Cycle de la Légende de saint Laurent

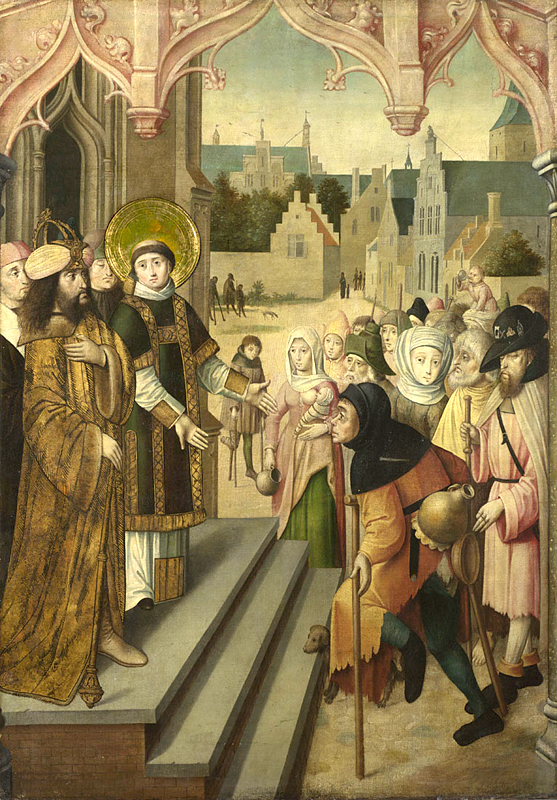
Laurent montre au préfet les vrai trésors de l’église, Londres, National Gallery.

Ce cycle était composé des six panneaux suivants :
1. Saint Laurent est échangé à sa naissance avec un changeling par le diable (détruit)
2. Distribution d’aumônes Wallraf-Richartz Museum (WRM 0201)
3. Laurent devant l’empereur Dèce (détruit)
4. Laurent montre au préfet les vrai trésors de l’église (Londres, National Gallery, no 3665)
5. Laurent baptise le gardien de prison, est battu, un ange apporte un tissu pour qu’il puisse s’essuyer (Wilhelm-Hack-Museum, Ludwigshafen no 457/63)
6. Martyre, enterrement et montée au ciel.

Deux sont détruits. Les panneaux restants sont recoupés des quatre côtés.

## Retables

### Retable de saint François

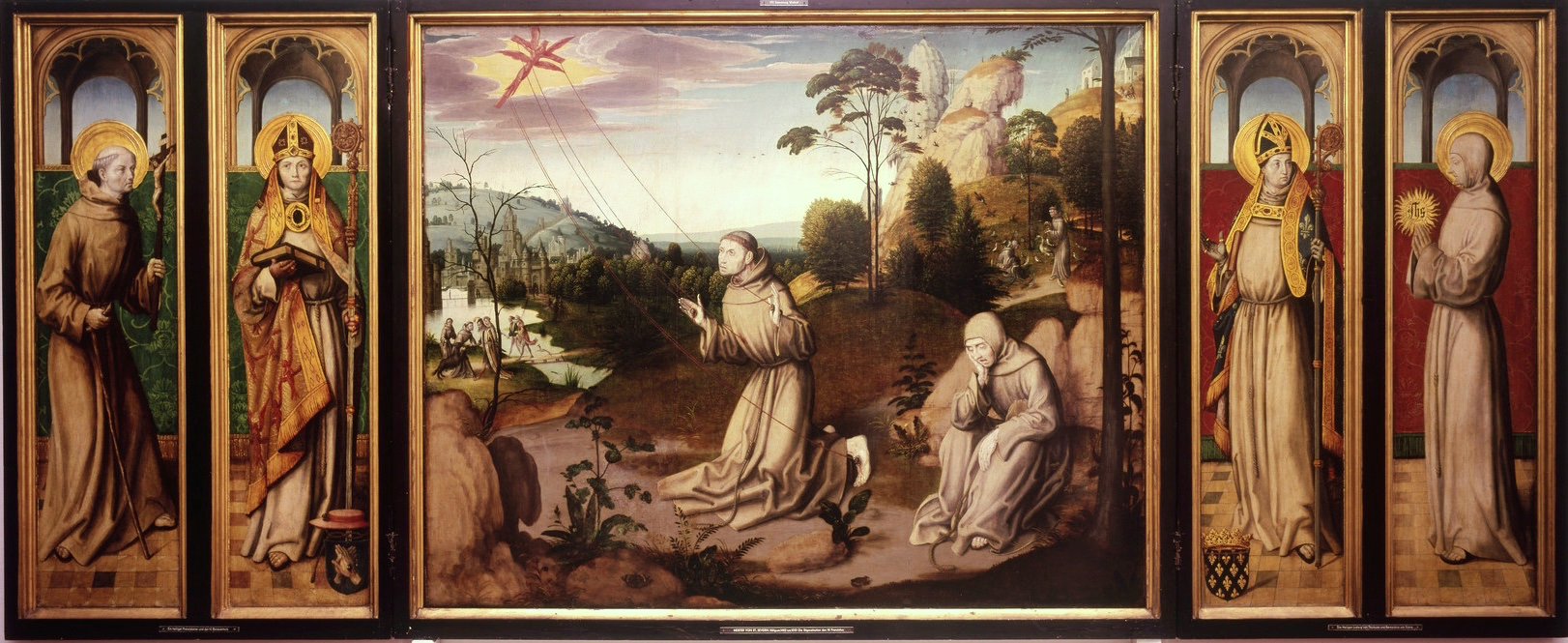
Retable de saint François, Wallraf-Richartz Museum, vers 1505.

Le retable de saint François, au Wallraf-Richartz Museum, (WRM 193, 531, 194), est un triptyque ; le panneau central mesure 130 × 161 cm, et il est daté de 1505 environ, l’un des derniers tableaux du Maître.
Le panneau central du retable retrace, dans le style de la narration simultanée, plusieurs événements de la vie de saint François, selon les traditions de Thomas de Celano et de Bonaventure de Bagnoregio.
La scène du milieu décrit la stigmatisation de saint François; il est agenouillé et reçoit, par des rayons émanant d’un crucifix porté par un séraphin à six ailes volant dans les airs. À ses côtés, son compère Léon qui devait le protéger mais qui dort. Au fond à droite, François prêche aux oiseaux qui arrivent en groupe, au-dessus encore et devant un monastère, le saint chante le cantique des créatures. À gauche, devant la ville en coulisse, se déroule une scène légendaire impliquant un loup; ce loup féroce terrorisait les habitants de la ville, mais le saint, accompagné du maire, l’amadoue et le loup tend la patte au maire en signe de paix.
Les volet portent, à l’intérieur, les effigies des saints de l’ordre : Louis de Toulouse, Bernard de Quintavalle (à droite), Bonaventura et Jean de Capistran (à gauche). L’extérieur des volets représente six martyrs
Le style de la peinture est aéré, avec des couleurs tout en nuances. La nouveauté réside surtout dans la façon de rendre le paysage comme grand espace, loin de la vision moyenâgeuse. En cela, le tableau annonce - d’après Budde 1986, p. 132 - une nouvelle ère. Le paysage n’est plus vu comme un complément aux événements narrés, mais au contraire comme un objet d’étude élaboré dans laquelle les événements doivent trouver à s’insérer.
L’attribution est discutée : alors que Budde l’attribue au Maître de la Légende de sainte Ursule, Zehnder est plus nuancé : il attribue le panneau central au Maître de la Légende de sainte Ursule, avec déjà une coopération du Maître de Saint-Séverin, les volets sont pour lui du Maître de Saint-Séverin.
La datation aussi est discutée : le style invite à proposer une date tardive, vers 1505.

### Retable de la Sainte Parenté / Frauenberger Altar

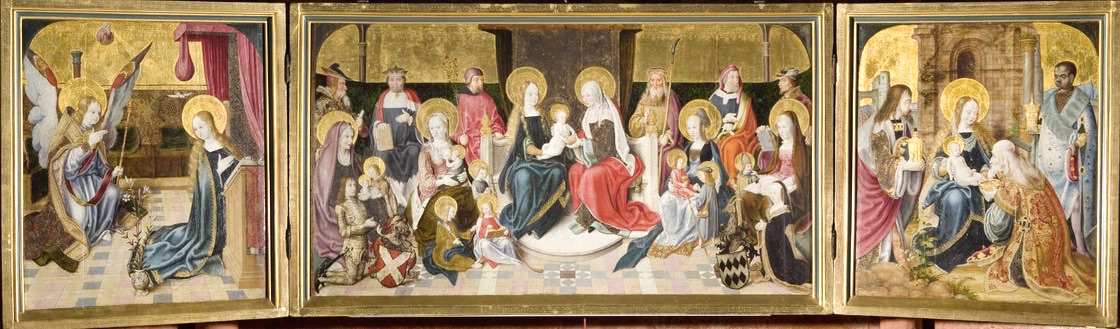
Retable de la Sainte Parenté / Frauenberger Altar

Ce retable, en forme de triptyque, est encore en place dans l’église paroissiale Saint-Georges de Frauenberg, commune de Euskirchen. Il date de 1480/1485. Au centre, une Sainte Parenté, de dimensions 91 × 165 cm. Les volets gauche et droit présentent, quand ils sont ouverts, respectivement l'Annonciation et l'Adoration des mages. Quand les volets sont fermés, il y a à gauche une Crucifixion avec Marie et Jean, à droite une Pietà avec Jean et Marie Madeleine. Les fonds sont dorés, l'architecture est simple. Les donateurs du triptyque, Johann von Hompesch et sa femme Katharina von Geisbusch, sont représentés, avec leurs blasons, sur le bord inférieur du panneau central. 

## Tableaux isolés

### Crucifixion avec calvaire

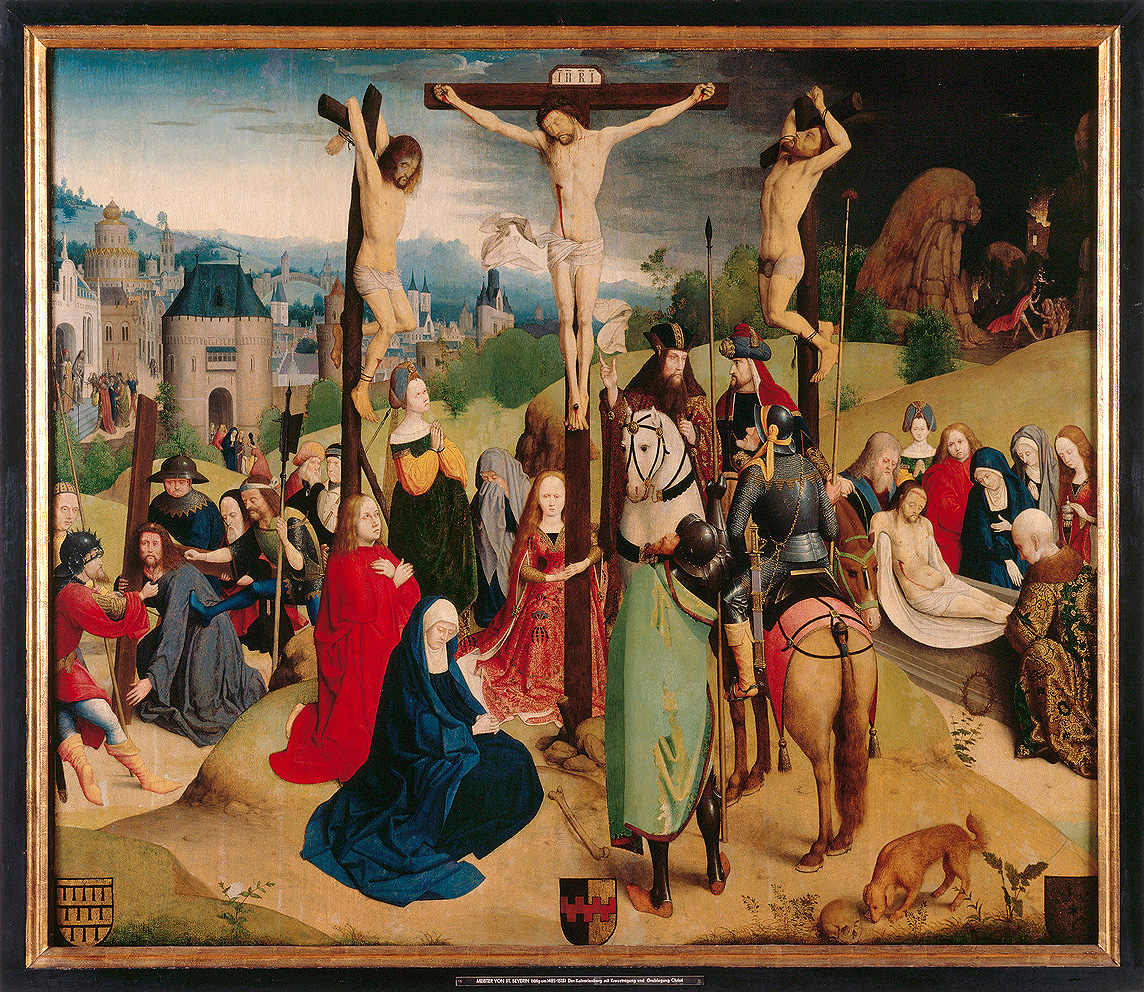
Crucifixion avec calvaire, vers 1480.

Calvaire avec crucifixion, vers 1480. Panneau de chêne, 135 × 157 cm. Wallraf-Richartz Museum (WRM 0473). Ce tableau est attribué au Maître de la Légende de sainte Ursule, et daté de ses débuts, autour de 1480, même si l’attribution a été très hésitante auparavant. C'est un grand tableau qui représente, dans un style de la narration simultanée, plusieurs scènes du calvaire du Christ ; à gauche des scènes précédant la crucifixion, au centre la crucifixion, à droite des scènes succédant à la crucifixion. L’ensemble donne l’impression d’un triptyque réuni en un seul tableau.
À gauche, on voit la porte par laquelle passe le chemin qui va vers le calvaire, et derrière une représentation de Jérusalem avec son temple, similaire aux peintures flamandes. Dans la porte, Véronique montre le suaire aux femmes. Tout à gauche, le Christ est présenté à la foule (« Ecce homo »). Par la gauche, et presque à la même taille que dans le centre, arrive le Christ portant la croix, le regard fixant le spectateur, tiré et poussé par la soldatesque. Au pied de la croix, Marie Madeleine, le visage fixe, dans une splendide robe en brocart rouge, et à gauche Jean l’Évangéliste et les Maries. À droite de la croix, l’officier romain, le prêtre juif et le soldat porteur de lance. Les deux soldats (Longinus et Stephaton) regardent le Christ et entraînent ainsi le regard du spectateur. Immédiatement à droite de la scène central, la Mise au tombeau du Christ, et au fond à droite le Christ, qui descendu aux limbes, libère les âmes du purgatoire. On voit le feu de l’enfer luire à travers les ruines. 
Les formes des corps et des plis sont à peine modelés et semblent plats, en revanche la luminosité et les couleurs contribuent à une atmosphère solennelle, incorporelle. Certaines têtes soigneusement formées, comme la tête du soldat au-dessus du Christ porteur de croix, où le Nicodème de la mise au tombeau, les vêtements, accessoires et l’architecture sont rendus avec précision. Malgré cela, le style de peinture et de la narration indique l’intention du peintre de créer une image de représentation et de recueillement. 
Le tableau était auparavant au monastère des Augustines de Sainte-Marie-Madeleine à Cologne. Les blasons sont attribués à diverses familles, à gauche peut-être la famille Quattermart, au milieu la famille Gluwel, à droite le blason est illisible.

### Marie entourée de saintes

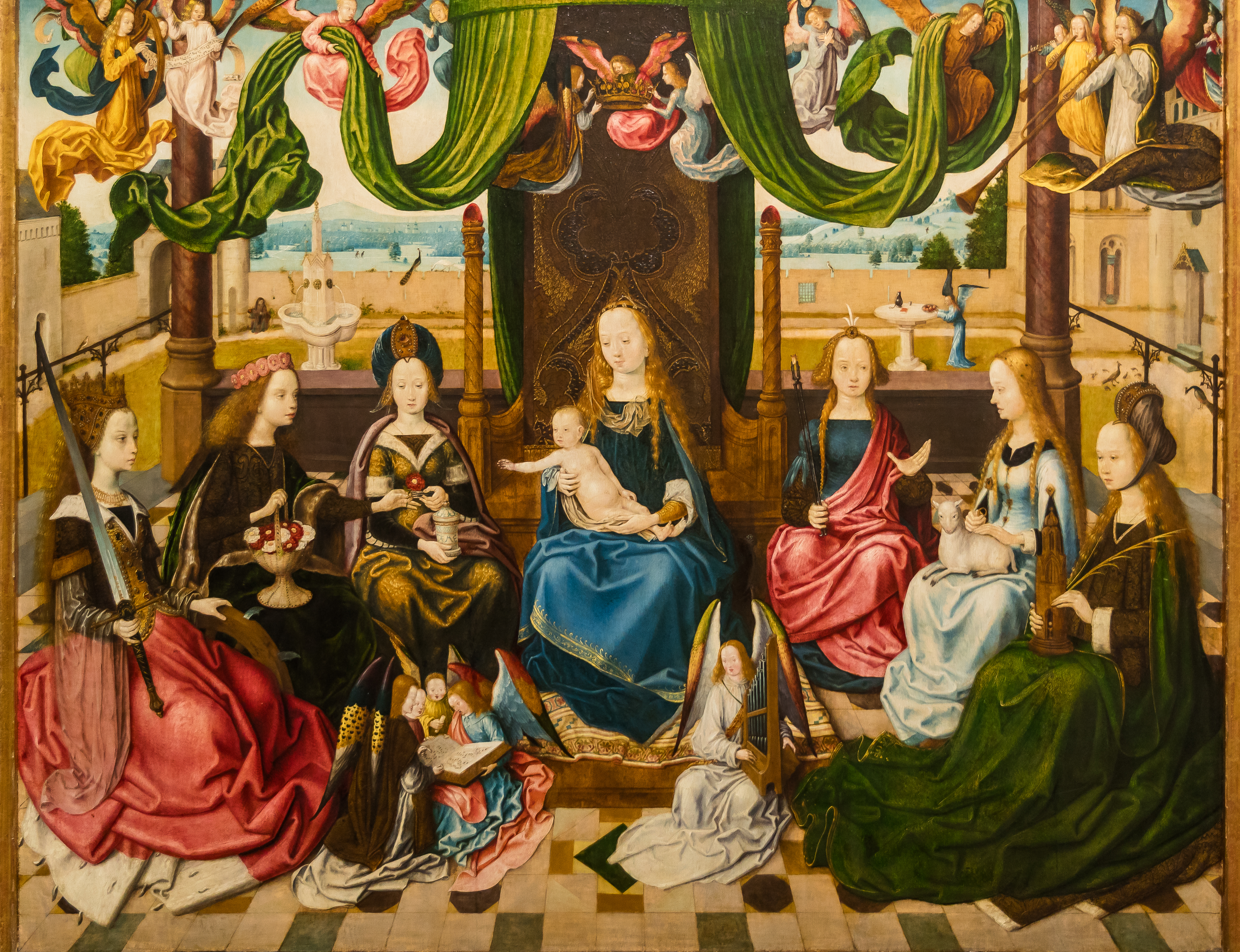
Marie entourée de saintes.

Tableau sur chêne, datant de 1485 environ, dimensions 132 × 164 cm. Il est conservé au Wallraf-Richartz Museum (WRM 0195). 
La Vierge avec l’enfant, trônant au centre, est entourée de six saintes, de gauche à droite Catherine , Dorothée et Marie Madeleine, Apolline, Agnès et Barbe, chacune avec ses attributs, mais sans nimbe. Le récipient que porte par Marie-Madeleine a été identifié comme étant de la faïence allemande. Dans la tour portée par sainte Barbe, dans l’ouverture à côté de sa main droite, il y a un petit ciboire avec une hostie, symbole qui indique sa position parmi les quatorze saints auxiliateurs où elle réconforte les mourants. Dorothée tend à l’enfant une rose rouge, également tenue par Marie Madeleine, symbole d’amour et de la Passion. De l’autre côté, c’est Agnès qui tient les bagues du mariage mystique; l’attribution de ces anneaux à Agnès au lieu de Catherine comme d’habitude se trouve dans d’autres exemples de la région du Bas-Rhin.
Les personnes sont assises en demi-cercle, dans un espace ouvert, délimité à l’arrière par un muret portant deux petites colonnes et sur les côtés par de fines balustrades en fer forgé qui, curieusement et de façon parfaitement symétrique, semblent prendre appui sur les coiffes de Catherine et de Barbe. Marie est assise devant son trône à baldaquin. Un deuxième plan montre un jardin clos (hortus conclusus), jardin idéal et céleste. Les pans sont un symbole de la résurrection, fréquents dans les tableaux de la Vierge, comme les fontaines, signes de vie. À l’arrière, un vaste paysage. Les anges musiciens dans le ciel, et aussi sur le sol, sont un signe de la pratique croissante de la musique combinant chanteurs et instrumentalistes au XVe siècle.

La spiritualité, la manière de peindre, les physionomies et de nombreux détails identifient le tableau comme une œuvre du Maître de la Légende de sainte Ursule. Le tableau emprunte à des modèles flamands ou néerlandais. Il y a notamment des influences de Hans Memling et de Hugo van der Goes.
La présence de la sainte Apolline est peut-être un indice que le tableau a été peint pour le couvent des Augustines Sainte-Apolline de Cologne.

### Christ en croix avec saintes

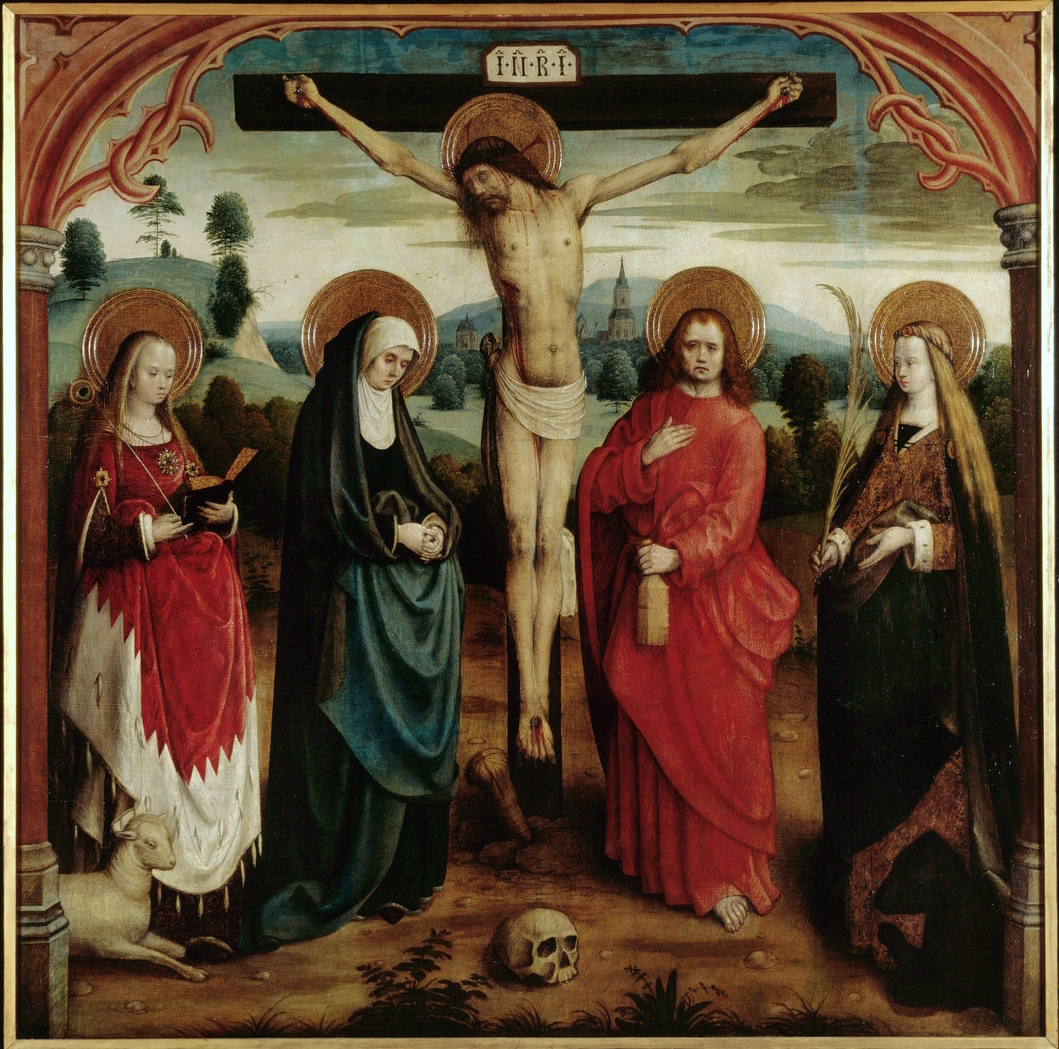
Christ en croix avec saintes.

Tableau attribué au Maître de la Légende de sainte Ursule ou à son atelier, entre 1496 et 1500. (WRM 0119). Dimensions 176 × 176 cm, sur toile. C’est probablement la partie gauche d’un tableau plus large. Les deux saintes sont Colombe de Sens à droite et Agnès à gauche. Le Christ mort au centre, au fond un paysage et une église.
Du Christ mort le sang s’écoule en longues traînées. Les visages de Marie et Jean sont baignés de larmes, leurs yeux sont rougis. Marie et Jean sont vêtus en rouge et en bleu. Le contraste est saisissant avec l’impassibilité des deux saintes ; leurs vêtements se détachent par la somptuosité des étoffes en brocart, velours, hermine et ornés des bijoux.

### Autres tableaux
Vierge à l'enfant entre Jean-Baptiste et saint DonatienGemäldegalerie, Berlin (Inv.-Nr. 531).
Portement de croix, crucifixion et mise au tombeauTrois petits tableaux 55 × 57 cm présentés par Nicole Reynaud, au Louvre (RF 1938-12, 3, et 14).
Ecce homo et sainte Ursule avec donateurTableau tardif du Maître de sainte Ursule, daté de 1515. Se trouve au presbytère de l’église paroissiale Sainte-Ursule de Cologne.

## Articles liés
- École de Cologne
- Ursule de Cologne
- Maître de la Légende de saint Bruno
- Maître de Saint-Séverin